# Rhomboptila tipaldii
Rhomboptila tipaldii är en fjärilsart som beskrevs av Thierry-mieg 1893. Rhomboptila tipaldii ingår i släktet Rhomboptila och familjen mätare. Inga underarter finns listade.